# Ann Wilson
Ann Wilson (San Diego, 19 giugno 1950) è una cantante, polistrumentista e compositrice statunitense. È nota soprattutto per la sua attività come cantante del gruppo rock Heart. Insieme alla sorella Nancy, Ann è l'unico membro degli Heart a essere stato presente in tutte le formazioni del gruppo.

## Biografia
Wilson nacque a San Diego, ma nella sua infanzia e gioventù cambiò spesso casa per motivi di lavoro del padre, che era colonnello dei marines. La famiglia si stabilì infine a Bellevue, un sobborgo di Seattle dove poi iniziò la sua storia musicale studiando canto presso la scuola del Maestro David Paul Kyle, uno dei più importanti insegnanti statunitensi che tra l'altro impostó molte altre 'stars' della musica rock come ad esempio Layne Staley degli Alice in Chains e Geoff Tate del gruppo Queensrÿche, e molti cantanti di Opera come ad esempio Marilyn Horne, Jesse Thomas, e Frederica Von Stade.
Timida a causa della balbuzie (poi risolta), da giovane Ann si dedicò soprattutto alla musica come fonte di appagamento personale. Amante dei Beatles e dei Led Zeppelin, nei primi anni settanta si unì a un gruppo locale, i "White Heart", che divennero poi "Hocus Pocus" e infine "Heart". Al gruppo si unì nel 1974 anche la sorella minore di Ann, Nancy Wilson. Nello stesso anno il gruppo si trasferì a Vancouver, in Canada, e nel 1975 incise l'album di debutto Dreamboat Annie per l'etichetta canadese Mushroom Records. L'album ottenne la certificazione di disco di platino negli Stati Uniti; seguirono negli anni successivi altri album di grande successo, come Little Queen (1977) e Dog & Butterfly (1978). Sull'onda del successo con gli Heart, Wilson partecipò in quegli anni anche a numerosi altri progetti, tra cui la colonna sonora del film Footloose (col brano Almost Paradise in duo con Mike Reno).
Nei primi anni ottanta la popolarità degli Heart ebbe una flessione, ma a partire dal 1985 (con l'album eponimo Heart) il gruppo tornò in cima alle classifica di vendita statunitensi, in un nuovo periodo di successo che proseguì nei primi anni novanta. Dopo Desire Walks On (1993) il gruppo subì un'altra battuta di arresto, anche a causa della decisione di Nancy di ritirarsi per qualche tempo dalle scene per dedicarsi alla famiglia. Nello stesso periodo, tuttavia, le sorelle Wilson aprirono un proprio studio di registrazione a Seattle, e fondarono un gruppo satellite esclusivamente acustico, The Lovemongers, che debuttò con una cover di The Battle of Evermore inclusa nella colonna sonora del film Singles di Cameron Crowe. Nel 1997, The Lovemongers incisero un album dal titolo Whirlygig.
Gli Heart tornarono finalmente in attività alla metà degli anni 2000, con Jupiters Darling (2004). Oltre a questo, Wilson incise anche il suo primo album solista, Hope & Glory, nel 2006.

## Vita privata
Negli anni settanta Ann Wilson fu per lungo tempo compagna di Michael Fisher, il manager della band, mentre sua sorella Nancy faceva coppia col chitarrista Roger Fisher, fratello di Michael. In pratica, queste due coppie costituivano la leadership del gruppo. Entrambe le relazioni terminarono alla fine degli anni settanta. Pur senza essersi mai sposata, Wilson adottò una bambina, Marie, nel 1991, e un bambino, Dustin, nel 1998.
La vita privata di Wilson fu in parte influenzata dal problema dell'obesità. Da piccola era sempre stata sovrappeso e ne aveva sofferto nei rapporti sociali; quando gli Heart iniziarono la loro corsa al successo, Wilson volle di conseguenza essere magra e, per ottenere questo scopo, come lei stessa in seguito ebbe a dichiarare, "fece la fame". Quando il gruppo riapparve sulle scene dopo qualche anno alla metà degli anni ottanta, Wilson era notevolmente ingrassata, e il timore che questo potesse influire sull'immagine del gruppo fece sì che l'etichetta discografica e persino gli altri membri del gruppo facessero pressione su di lei perché tornasse a dimagrire. Questo causò a Wilson attacchi di panico e la indusse alla fine a rivolgersi a un intervento chirurgico. Oltre al problema dell'obesità, Wilson ha dichiarato di aver avuto nella sua vita altri due grandi problemi, l'alcolismo e la dipendenza da cocaina.

## Discografia

### Solista
- The Golden Child, 1987
- Hope and Glory, 2007
- Live At the Belly Up, 2016
- Immortal, 2018
- Fierce Bliss, 2022